# Larry Holmes
Larry Holmes (ur. 3 listopada 1949 w Cuthbert) – amerykański bokser. Zawodowy mistrz świata WBC (1978-1983) i IBF (1983-1985) w wadze ciężkiej. W swojej karierze pokonał 20 zawodników o tytuł mistrza świata wagi ciężkiej.

## Życiorys
Niepokonany w 48 kolejnych walkach aż do pojedynku z Michaelem Spinksem w 1985 roku o mistrzostwo świata IBF. 
W swojej karierze pokonał 7 mistrzów świata wagi ciężkiej: Kena Nortona, Muhammada Ali, Trevora Berbicka, Leona Spinksa, Tima Witherspoona, Jamesa Smitha i Raya Mercera.
W 2008 roku został włączony do Międzynarodowej Galerii Sław Boksu.